# Font del Xalet
La font del Xalet era una font del poble de Riells del Fai, al terme municipal de Bigues i Riells, al Vallès Oriental. Estava situada a 278 m d'altitud, al nord del Xalet Blau, a l'esquerra del torrent de la Bassella. Desaparegué en les riuades del 1982.